# Billings
Billings és una ciutat de l'estat del Montana dels Estats Units d'Amèrica.
Forma part del Comtat de Yellowstone i és la ciutat més gran del comtat i de l'estat. Segons el cens del 2002, té una població de 104,170 habitants. La ciutat va ser fundada el 1882.